# 南阿太村
南阿太村（みなみあたむら）は奈良県中部、宇智郡に属していた村。現在は五條市の東部。

## 歴史
- 1891年（明治24年）10月22日 - 阿太村が分割され、大字島野・湯谷市塚・車谷・滝・南阿田・八田の区域をもって発足。
- 1957年（昭和32年）10月15日 - 五條町、野原町、牧野村、北宇智村、宇智村、阪合部村、大阿太村と合併し、五條市が発足。同日南阿太村廃止。